# Rom-statutten
Rom-statutten er det juridiske fundament for den Internationale Straffedomstol. Statutten blev underskrevet i Rom, Italien den 17. juli 1998, idet 120 lande stemte for, 21 undlod at stemme og kun syv stemte imod (Irak, Israel, Libyen, Kina, Qatar, USA, og Yemen).
Statutten har som mål at stille personer, der har begået alvorlige forbrydelser, såsom folkedrab, krigsforbrydelser og forbrydelser mod menneskeheden, til ansvar. Man bestemte, at domstolen have retskraft, når 60 lande havde ratificeret Rom-statutten. De sidste 11 ratificeringer, der var nødvendige for, at domstolen kunne træde i kraft, fandt sted den 11. april 2002. Domstolen har herefter kompetence over for forbrydelser begået den 1. juli 2002 eller derefter.
148 lande har i dag underskrevet statutten, hvoraf 110 har ratificeret den. De 38 lande der har underskrevet men ikke ratificeret har indtil de ratificerer pligt til ikke at modarbejde statuttens mål. USA, Sudan og Israel har trukket deres underskrifter tilbage, hvilket gør at de ikke længere er bundet af denne forpligtelse. Dette blev dog omgået for så vidt angår de krigsforbrydelser, der blev begået af Sudans regering i Darfur, ved at FN's sikkerhedsråd godkendte at man tog sagen op. Dette har bl.a. medført at Sudans præsident, Omar al-Bashir som anklaget ikke kan rejse til lande, der har underskrevet statutten, idet han så vil blive arresteret. Af samme grund var bl.a. Omar al-Bashir ikke blandt deltagerne ved Klimatopmødet 2009 i København. 
Danmark underskrev Rom-statutten den 25. september 1998, og den blev ratificeret af Folketinget den 21. juni 2001.